# Małmazja

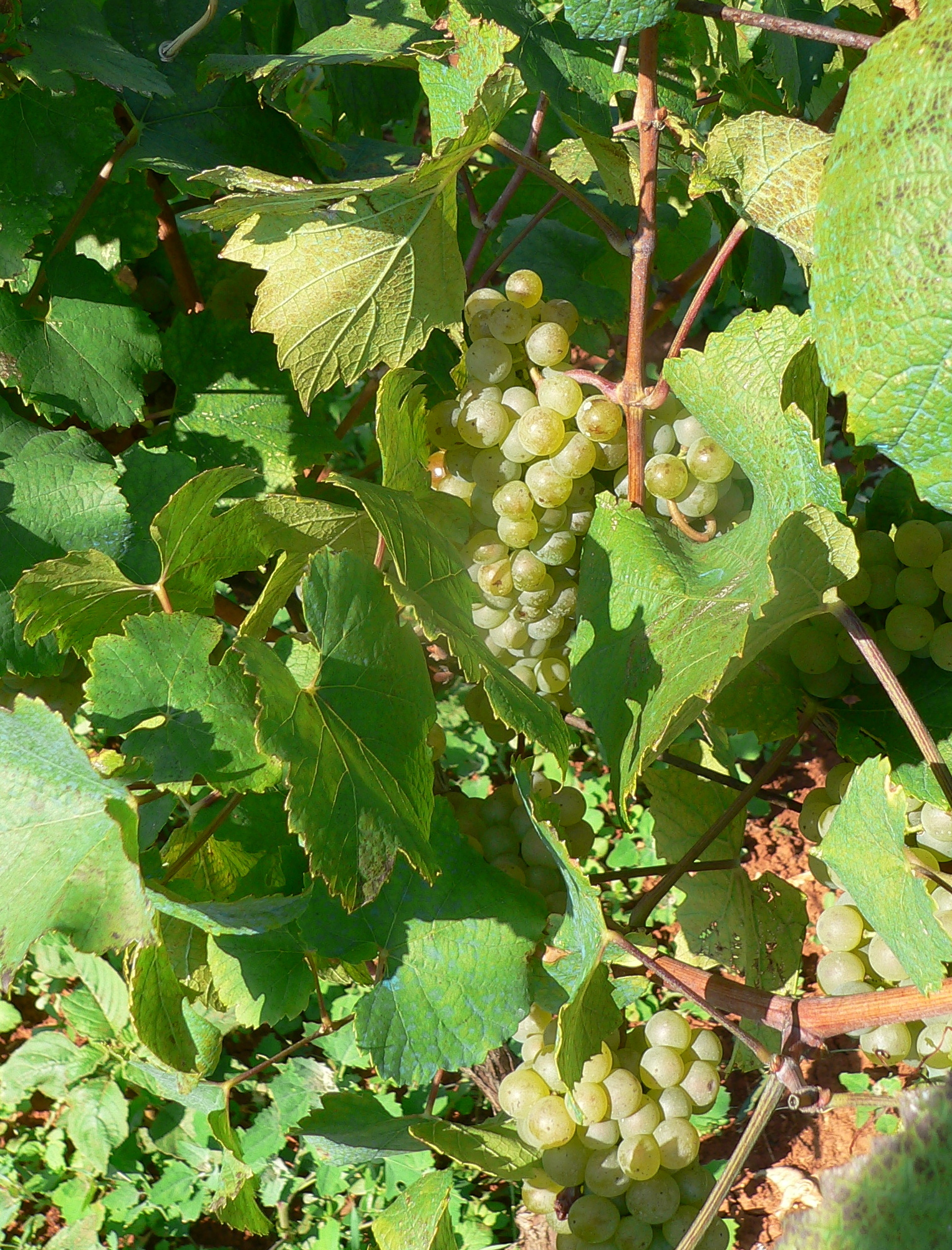
Małmazja

Małmazja – słodkie, aromatyczne wino o ciemnej barwie, wyrabiane pierwotnie ze szczepu winogron o tej nazwie w okolicach miasta Malvasia na Peloponezie, następnie także w innych miejscach w regionie Morza Śródziemnego oraz na Wyspach Kanaryjskich i na Maderze. Tłoczono ją ze specjalnej odmiany winorośli (malvasia). W Polsce ceniona była wyżej niż wina francuskie i reńskie. 
Największe składy małmazji znajdowały się we Lwowie, a tamtejsi kupcy oferowali najróżniejsze jej gatunki (m.in. muszkatel, alikant i kocyfał). Sławna była małmazja z Krety, sprowadzana bałkańską drogą przez Kamieniec Podolski i Śniatyń. Nazwa tego drogiego wina stała się synonimem rzadkiego i wybornego delikatesu.